# Socu
Socu – wieś w Rumunii, w okręgu Gorj, w gminie Bărbătești. W 2011 roku liczyła 346 mieszkańców.